# Eléftherna
Eléftherna, Eleutherna, parfois Éleutherne (grec moderne : Ελεύθερνα) est une cité antique de Crète, dans l'actuelle Grèce. Elle se situe dans l'actuel nome de Rethymnon, dans le district d'Arkádi, à 25 kilomètres au sud-est de Rethymnon, à une dizaine de kilomètres au nord-est du monastère d'Arkadi. Le site occupe une arête du mont Psiloritis, à environ 380 mètres d'altitude.

## Histoire
Eleutherne est fondée par les Doriens au IXe siècle av. J.-C. à la croisée des routes entre Kydonia, Knossos et le sanctuaire du Mont Ida. L'étymologie de son nom est à rapprocher de la divinité Éleuthère (« libre »), l'un des Courètes.
Des fouilles menées durant les années 1990-1992 ont révélé dans une nécropole la pratique d'un sacrifice humain aux alentours de 700 av. J.-C. Dans une série de bûchers, un squelette de jeune fille a été découvert près de l'un d'eux, et le squelette d'un homme décapité près du corps d'un guerrier. Cette pratique évoque les funérailles de Patrocle dans l'Iliade.
Eleutherne est l'alliée de Philippe V de Macédoine contre Rhodes et Knossos au cours de la guerre crétoise au IIIe siècle.
Lors de la conquête de l'île par les Romains, Eleutherne est assiégée et finit par tomber aux mains de Quintus Caecilius Metellus à la suite d'une trahison. La cité se développe durant la période romaine, pendant laquelle sont élevés bains, villas et autres bâtiments publics. La ville prospère jusqu'au tremblement de terre de 365. Pendant la période byzantine, la ville est le siège d'un évêché et une basilique y est élevée au milieu du VIIe siècle. Mais les raids esclavagistes arabes du VIIIe siècle et un nouveau séisme qui tarit les sources en 796 provoquent l'abandon de la cité.

## Musée
Un musée archéologique a été inauguré le 19 juin 2016 sur le site de l'antique Éleutherne. Selon les mots de Nicolas Stambolidès, professeur à l'Université de Crète et directeur du musée d'art cycladique, ce musée est le seul en Grèce à pouvoir présenter des objets caractéristiques de l'époque d'Homère et à révéler ainsi l'exactitude des vers de l'Iliade qui décrivent le bûcher des funérailles de Patrocle, préparé selon la tradition crétoise par Idoménée et Mérion.
La Dame d'Auxerre est supposée être originaire d'Eléftherna.

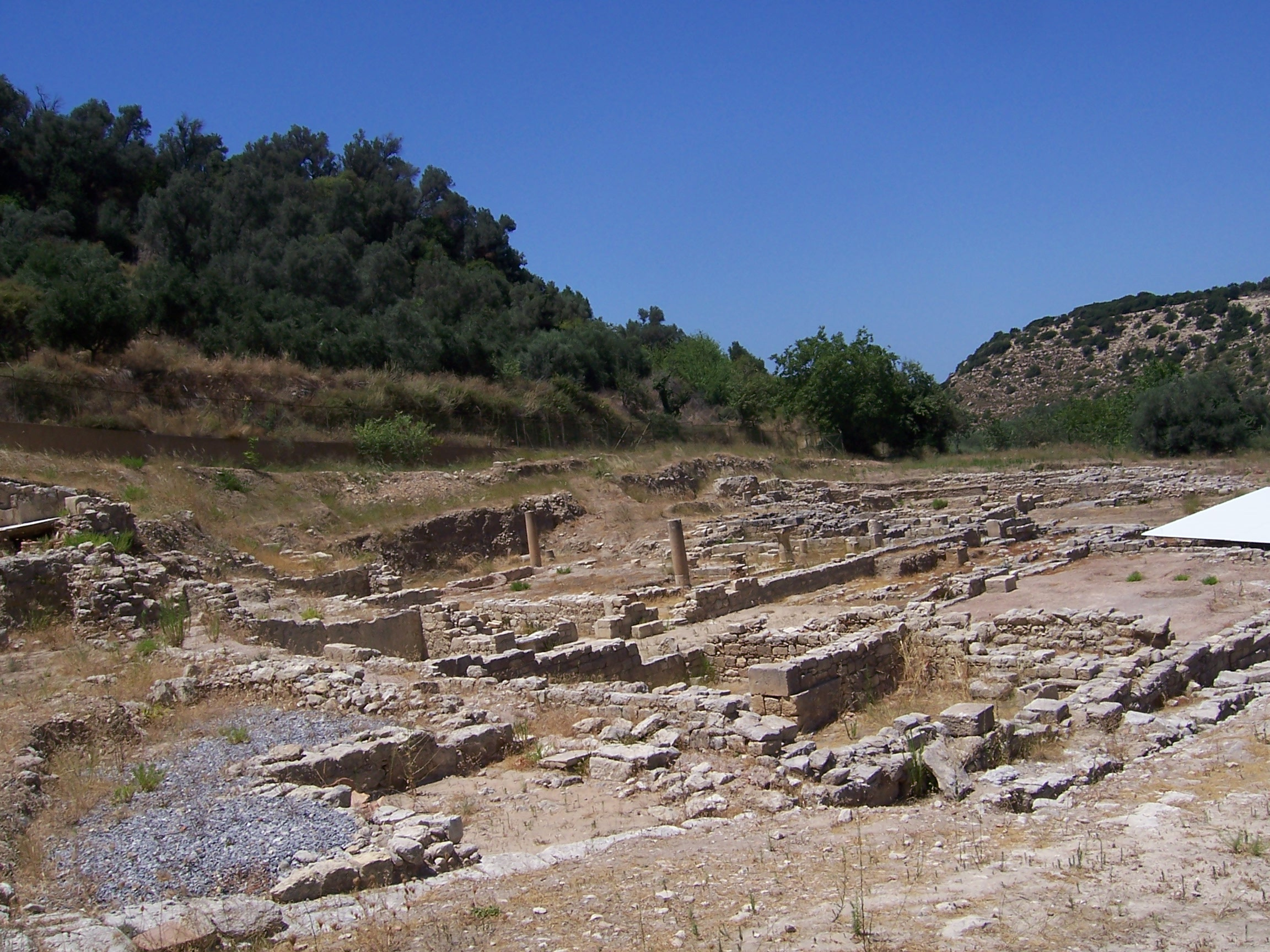
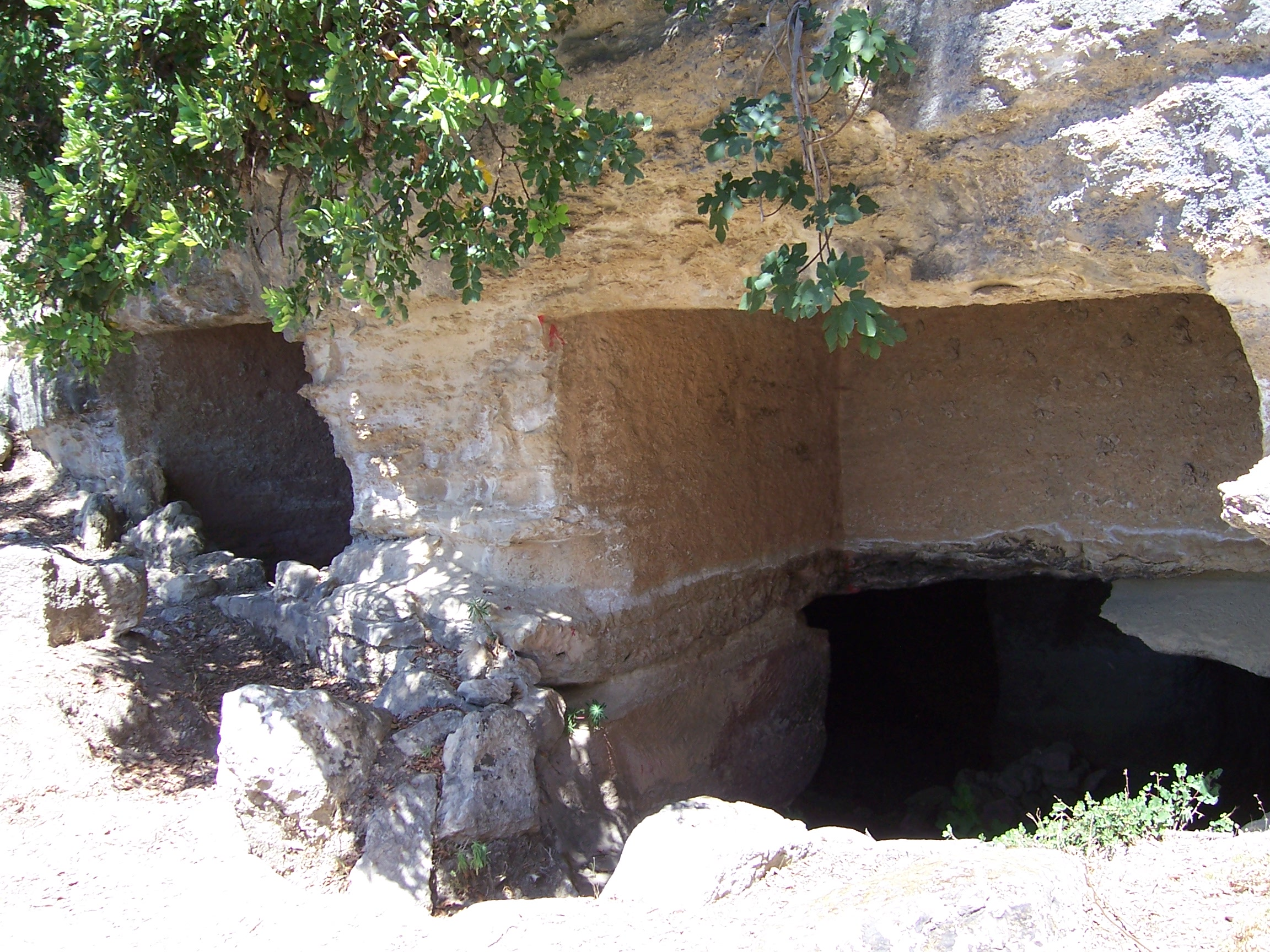
Entrée des citernes.
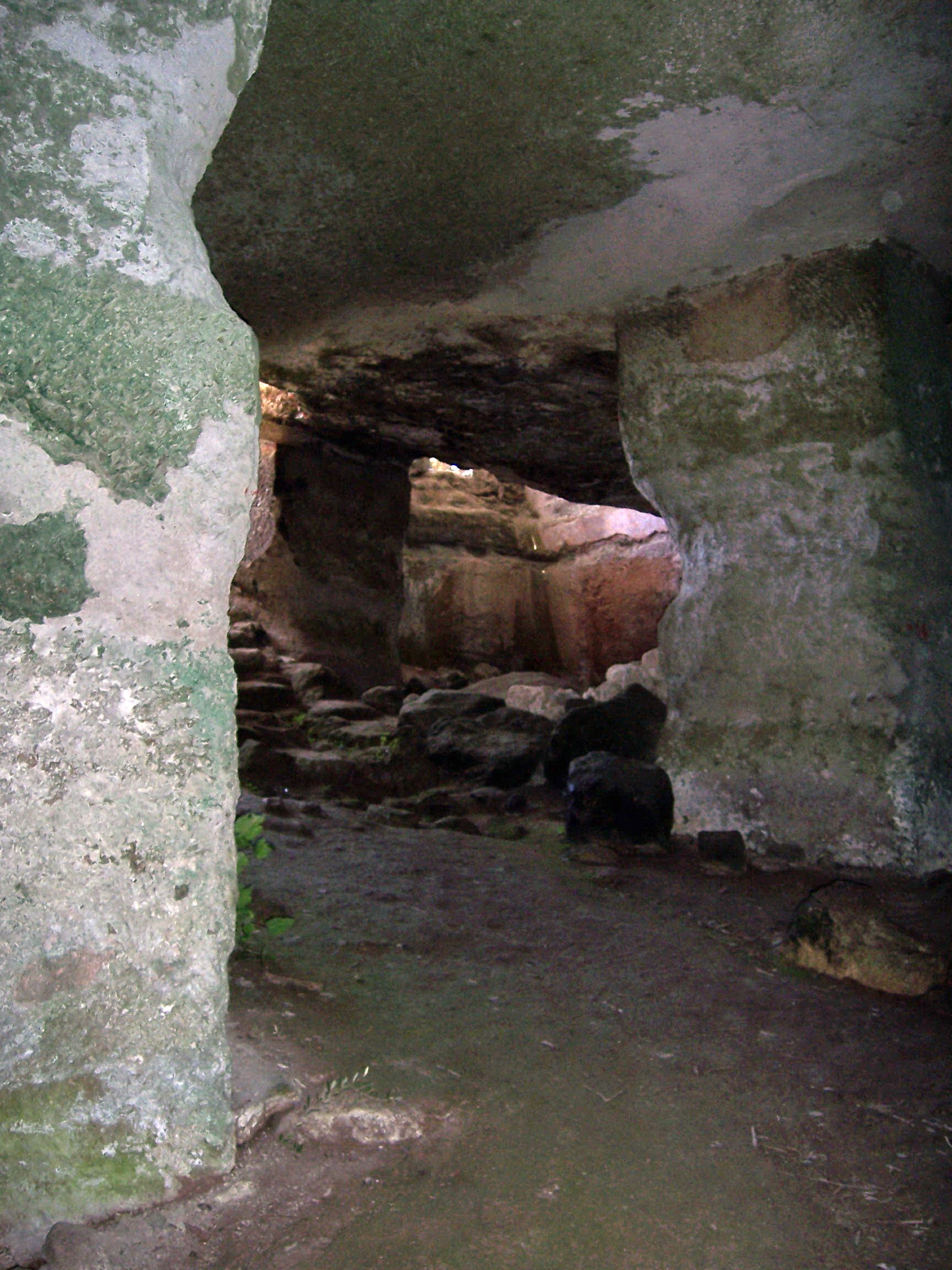
Intérieur des citernes.